# Intergênero

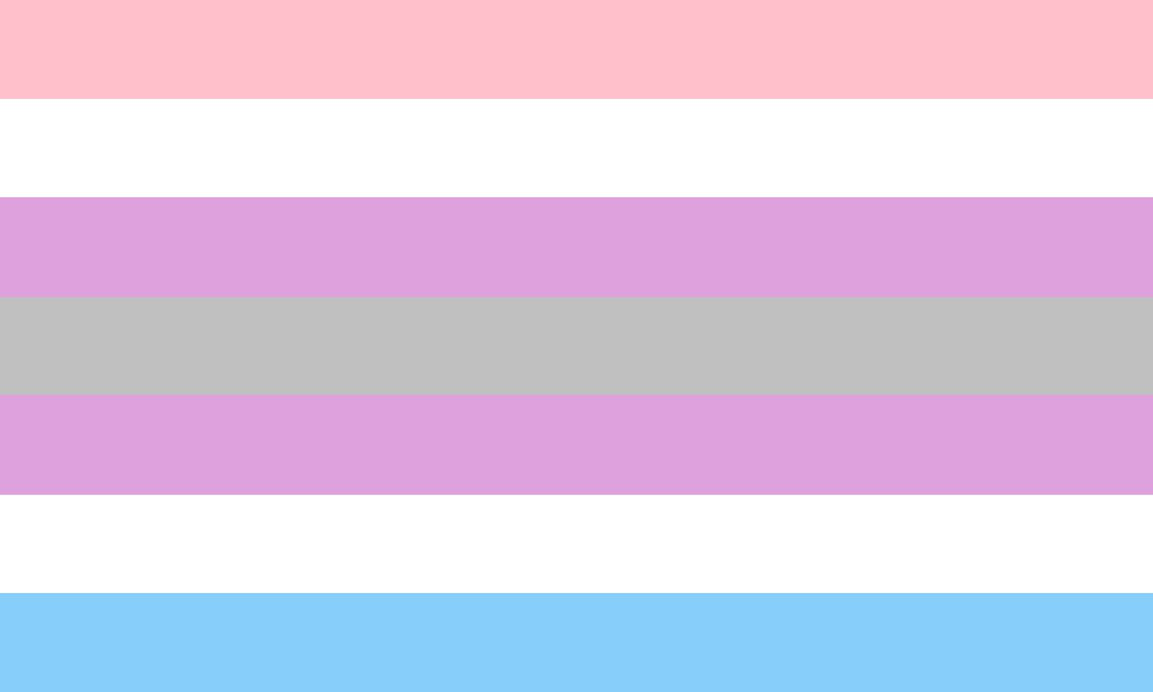
Bandeira intergênero

Intergênero ou intergeneridade denota uma identidade de gênero não-binária de pessoas intersexo que identificam a sua variação intersexo como interligada à sua vivência ou experiência de gênero. Outra definição, também usada para definir intergénero, é a de um gênero num ponto intermediário entre os gêneros masculino e feminino, incluindo tanto pessoas intersexo quanto não-intersexo.
O mesmo termo também pode ser usado no contexto desportivo, entre outros contextos, para conotar algo, que se pratica, entre gêneros ou sexos distintos.

## História
Em 1998, há uma espécie de manifesto, em que descreve inter-género como identidade semelhante a não-binária:
Intergênero é um estado de gênero entre os extremos polares do homem e da mulher. Intergênero *não* se identifica principalmente como mulher ou homem. Isso equivale a uma rejeição total do sistema binário de gênero e a declarar que existe mais do que apenas homem ou mulher.

Tudo se resume a afirmar que existem tantos estados válidos com gênero quanto pessoas. Alguns podem sentir qualidades masculinas e femininas fortes (ou fracas) ao mesmo tempo. Alguns podem não se ver no espectro de gênero, descrevendo o que equivale a um estado de gênero nulo.
Em 2014, uma cunhagem independente surgiu no Tumblr, com a definição de midgênero, um centrigênero de homem e mulher, mas somente para uso de pessoas intersexos. Por haver termos, na atualidade, para descrever tal identificação de gênero, como é o caso de bigênero e andrógine, incluindo tanto endossexos quanto intersexos, intergênero acabou sendo uma identidade exclusivamente intersexo. O termo intergênero não necessariamente expressa uma não-binaridade inerente desde então, pois pode expressar quão a intersexualidade pode influenciar na percepção da própria experiência de gênero na vivência individual da pessoa intersexo.